# Georgios Stavros
Georgios Stavros (řecky Γεώργιος Σταύρου, 1788, Ioánnina, Řecko – 1869, Athény) byl řecký bankéř a revolucionář. Také známý jako jeden ze zakladatelů a první guvernér národní banky Řecka.

## Život
Stavros se narodil ve městě Ioánnina v kraji Epirus, v jednom z nejvýznamnějších míst pevninského Řecka (v té době pod vládou Osmanské říše). Studoval v renomovaných školách rodného města. Stavros se později přestěhoval do Vídně, kde převzal obchodní činnosti svého otce, zatímco pokračoval ve studiu na místní obchodní škole. Z důvodu své profese musel cestovat do různých evropských měst. V Petrohradě se setkal s řeckým hrabětem Joannisem Kapodistriasem, v té době diplomatem ve službách Ruské říše, který se později stal prvním premiérem Řecka. To sehrálo klíčovou roli v řecké politice dalších let. Stavros se později stal členem tajné vlastenecké protiosmanské organizace Filiki Eteria.

### Řecká osvobozenecká válka
Krátce po vypuknutí Řecké války za nezávislost (v roce 1821) podporoval povstání poskytováním střelných zbraní, střeliva a potravin revolucionářům. V roce 1824 se Stavros přestěhoval do Řecka a hned další rok byl jmenován šéfem pokladny první helénské republiky, tehdy pod vedením Georgiose Kountouriotise. Kromě svých finančních povinností nastoupil v ozbrojeném boji proti Osmanské říši, kde vedl pěchotní skupinu odboje proti Ibrahimu Pashim, vládci Egypta, který pomáhal potlačit povstání. V této skupině byl zodpovědný za 50 mužů, jejichž cílem bylo podpořit obránce města Mesolongi, během třetího obléhání města Ibrahimem. Stavros se zúčastnil třetího národního shromáždění v Troezeně (v roce 1827) jako zástupce regionů Epiru a Rumeli, i pátého národního shromáždění v Nafplio (1831).

### Po nezávislosti a obnově řeckého hospodářství
Během období předsedy vlády Joannise Kapodistriase (1828–1831), byl Stavros členem tříčlenného ekonomického výboru, odpovědného mimo jiné za provoz první řecké státní banky, která vydávala peníze, ale i jiné cenné papíry. Po zavraždění Kapodistriase Řecko přešlo pod vládu bavorského šlechtice, nového řeckého krále Otty. Během tohoto období se Stavros stal klíčovou postavou při vytváření národní banky Řecka a byl zvolen v roce 1842 za jejího prvního guvernéra. Národní banka Řecka byla jedinou institucí, která vydávala bankovky v Řecku, během následujících 87 let. Stavros až do své smrti v roce 1896 pracoval jako guvernér pro řeckou banku. Jeho práce se soustředila na rozšiřování bankovních vztahů, kde uplatnil své zkušenosti z podnikání ve Vídni a spolupráci se švýcarským bankéřem Jeanem-Gabrielem Eynardem. Na své vlastní náklady založil sirotčinec ve svém rodném městě Ioánnina. Jeho portrét zdobí řecké bankovky vydané před rokem 1932.